# 小行星7985
小行星7985（英語：7985 Nedelcu）是一颗围绕太阳公转的小行星。1981年3月1日，舒爾特·巴斯在赛丁泉山发现了此天体。
这颗小行星的绝对星等为158.6971998365683等。